# Johannes de Pinarol
Johannes de Pinarol   (1467 - 1536) (de vegades Giovanni) fou un músic belga.
És autor de sis motets a 4 veus publicats en la col·lecció Motetti XXXIII (1502) i de la cançó italiana Fortuna desperata inclosa entre els Canti cento cinquanta, col·lecció, el mateix que l'anterior, editada per Ottaviano Petrucci de Fossombrone el 1503.